# Піваліновий альдегід
Півалі́новий альдегі́д — це органічна сполука з групи альдегідів.

## Застосування
Піваліновий альдегід, завдяки стеричному ефекту трет-бутилової групи, може використовуватись для утворення ацеталів у енантіоселективному синтезі:

## Споріднені сполуки
- Півалінова кислота — відповідна карбонова кислота
- Піваламід — відповідний амід
- Пінаколон — відповідний метилкетон